# 海心沙駅
座標: 北緯23度6分50.6秒 東経113度19分7.9秒 / 北緯23.114056度 東経113.318861度
海心沙駅（かいしんさえき）は、中華人民共和国広東省広州市天河区に位置する珠江新城新交通システム線の駅である。

## 駅構造
- 相対式ホーム2面2線を有する地下駅。
- 元々は海心沙公園の地下に作る予定であったが、公園側と対立した結果、珠江の地下に作る事となった[2][3]。

## 駅周辺
- 海心沙島
- 珠江

## 歴史
- 2011年2月24日 - 開業。[4]

## 隣の駅
広州地下鉄
■珠江新城新交通システム線
大劇院駅 - 海心沙駅 - 広州塔駅